# Hauts plateaux du Lebialem
Les hauts plateaux du Lebialem (Lebialem Highlands) sont un plateau situé au Sud-Ouest du Cameroun, dans le département du Lebialem. Ils sont remarquables par leur biodiversité.